# Дурная (приток Сестры)
Дурная — река в России, протекает по Перелюбскому району Саратовской области. Устье реки находится в 59 километрах по левому берегу от устья реки Сестра. Длина реки — 17 километров, площадь водосборного бассейна — 212 км².

## Данные водного реестра
По данным государственного водного реестра России относится к Нижневолжскому бассейновому округу, водохозяйственный участок реки — Большой Иргиз от истока до Сулакского гидроузла. Речной бассейн реки — Волга от верхнего Куйбышевского водохранилища до впадения в Каспий.
Код объекта в государственном водном реестре — 11010001612112100009759.